# Capela de São João Batista (Serra de Montejunto)

A capela de São João Baptista situa-se na Serra de Montejunto na freguesia de Cabanas de Torres, Alenquer.
Foi construída no ponto mais alto da Serra, onde mais tarde se iniciou a construção de um mosteiro ou convento mas que nunca chegou a ser concretizado.
Está perto da Capela de Nossa Senhora das Neves e das ruínas de mosteiro Dominicano do séc. XIII.
No dia 24 de Junho, dia de São João, realiza-se uma peregrinação desde da localidade de Cabanas de Torres até à capela, onde é realizada uma missa em honra dos peregrinos e do Santo Mártir.
É lhe atribuída a data de construção cerca do séc. XIII.

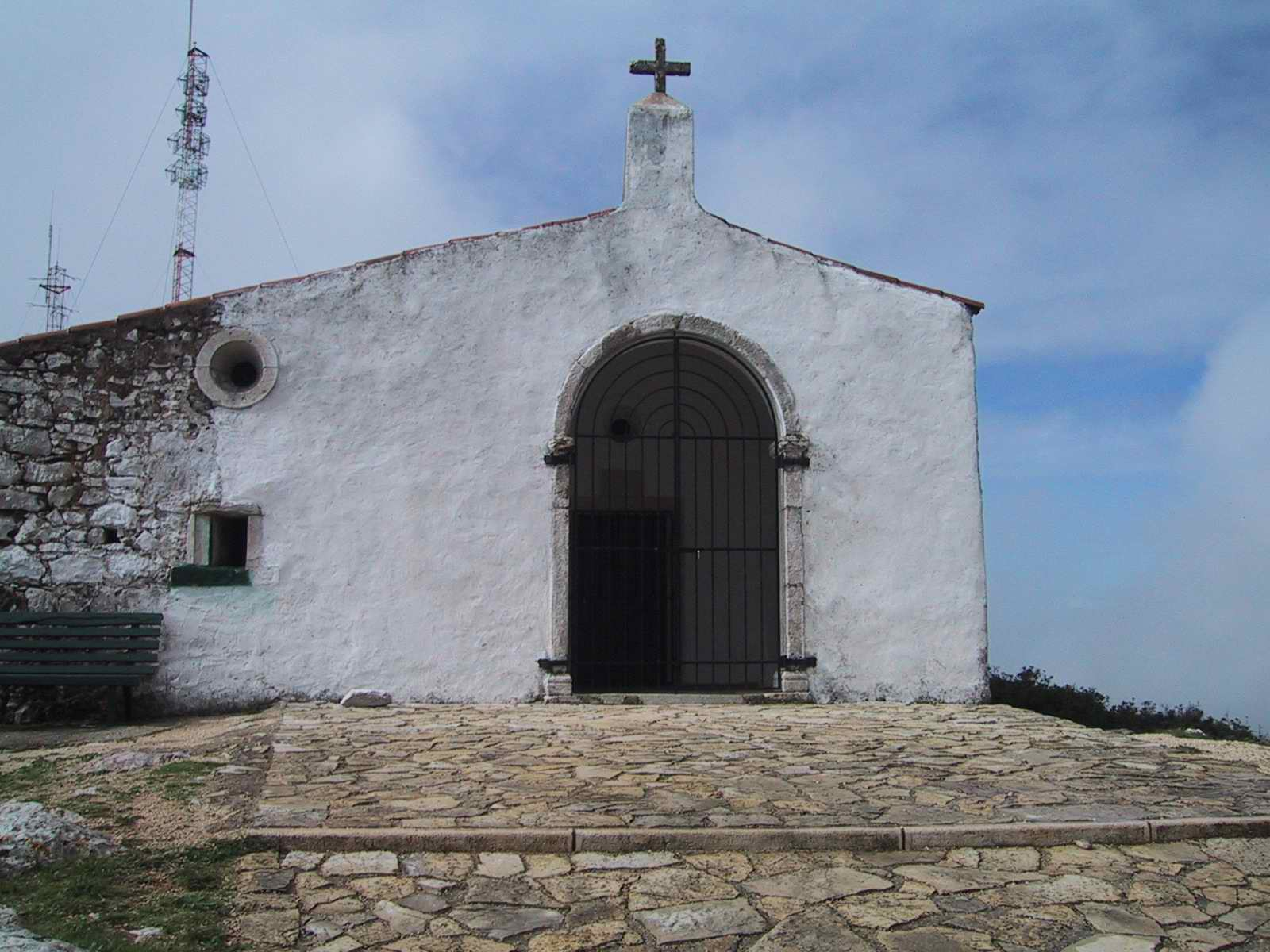
Capela de São João Baptista